# Patrick Joseph Morley
Patrick Joseph „P. J.“ Morley (* 1. März 1931 in Claremorris, County Mayo, Irland; † 30. September 2012 im County Mayo) war ein irischer Politiker der Fianna Fáil. Von 1977 bis 1997 war er Teachta Dála (Abgeordneter) im Dáil Éireann, dem irischen Unterhaus.

## Biografie
Morley war ausgebildeter Grundschullehrer. Er trat erstmals bei den Wahlen zum Dáil Éireann 1973 im Wahlkreis Mayo East an, war jedoch nicht erfolgreich. Er konnte dann aber bei den Wahlen 1977 mit Erfolg in den Dáil Éireann einziehen und diesen Sitz halten, bis er im neu zugeschnittenen Wahlkreis Mayo bei den Wahlen 1997 nicht mehr genügend Stimmen für einen Sitz erringen konnte. Er war auch im Mayo County Council kommunalpolitisch aktiv und von 1989 bis 1991 Ratsvorsitzender.

## Privates
Patrick Joseph Morley war mit Mary O’Boyle verheiratet und hatte mit ihr vier Kinder.

## Quelle
- Eintrag auf der Homepage des Oireachtas